# East Clandon
East Clandon est une paroisse civile et un village du Surrey, en Angleterre.